# 올림피아 아인카우프스첸트룸

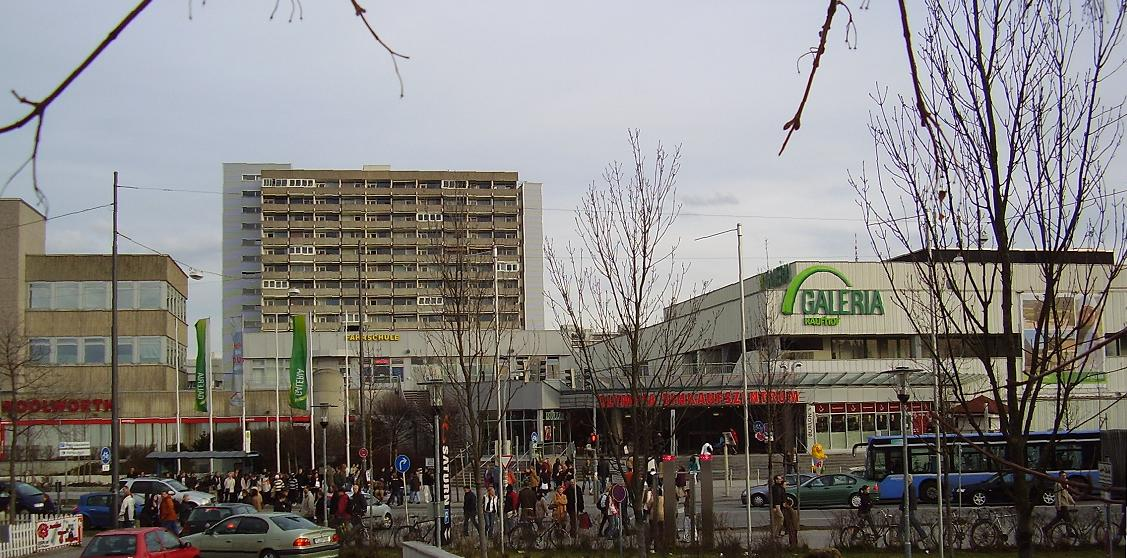
올림피아 아인카우프스첸트룸

올림피아 아인카우프스첸트룸(독일어: Olympia-Einkaufszentrum)은 1972년에 개업을 시작한 독일 뮌헨의 쇼핑 센터이다.